# Soraluze
Soraluze (castellà: Plasencia de las Armas) és un municipi de Guipúscoa, de la comarca del Baix Deba. Limita, al nord amb Elgoibar, al sud amb Bergara, a l'est amb Elgoibar i a l'oest amb Eibar.

## El topònim
La vila va ser fundada en 1343 pel rei Alfons XI de Castella sota el nom de "Placencia". El nom "Placencia" és comú, sota formes similars, a altres fundacions de viles medievals anteriors com Plasència, Piacenza o Plentzia. Es considera que aquest topònim deriva de l'expressió ut placeat (per a plaure o agradar), expressió amb la qual el rei o senyor de torn justifica la concessió del vilatge a una localitat. Així, per exemple el lema de la Plasència extremenya és ut placeat Deo et hominibus (per a agradar a Déu i els homes).
Soraluze sembla el nom anterior del lloc on es funda la vila. El rei va ordenar als moradors d'Herlaegia i Soraluze poblar la vila de Placencia. Quan en 1397 els representants de la vila acudeixen a les primeres Juntes Generals de Guipúscoa figuren en les actes de la mateixa sota la denominació de Placencia de Soraluce. En basc soro significa "camp" o "horta" i luze "llarg"; pel que el topònim sembla bastant evident "camp o horta llarga". A més Placencia de Soraluce es va assentar en un lloc estret i encaixonat de la vall del Deva, el que casa bastant bé amb el nom.

## Personatges Il·lustres
- Joanes de Suhigaraychipi (Corsari) Enterrat al poble.
- Aritz Laskurain (Pilotari)
- Ainara Osoro Txurruka (política)

## Ciutats homònimess
- Piacenza
- Plasència
- Plasencia de Jalón
- Plasencia del Monte
- Plaisir
- Prazeres (Lisboa)
- Prazeres (Calheta)